# Chaerophyllum syriacum
Chaerophyllum syriacum är en flockblommig växtart som beskrevs av W.F.Hemprich, Christian Gottfried Ehrenberg och Pierre Edmond Boissier. Chaerophyllum syriacum ingår i släktet rotkörvlar, och familjen flockblommiga växter. Inga underarter finns listade i Catalogue of Life.
Arten är endast känd från en liten bergstrakt i Libanon. Den växer mellan 1500 och 1800 meter över havet. Exemplar hittades i klippiga buskskogar. Kanske ingår de även i gräsmarker. Växten blommar i juni.
Vid den ursprungliga fyndplatsen etablerades en fruktträdodling men 2008 blev arten återupptäckt. Beståndet hotas av landskaosförändringar. IUCN listar arten som akut hotad (CR).